# Monoamino-oxidaseremmers
Monoamino-oxidaseremmers, oftewel MAO-remmers, blokkeren de werking van monoamino-oxidase (MAO). Monoamino-oxidase is een groep enzymen die verantwoordelijk is voor de afbraak van monoaminen in het lichaam. Monoaminen, zoals (nor)adrenaline, serotonine en dopamine spelen een belangrijke rol in het lichaam, onder meer bij de regeling van bloeddruk, stemming en motoriek.

## Ontdekking
In 1951 werden isoniazide en iproniazide getest of ze bruikbaar waren voor de behandeling van tuberculose. Dat bleek het geval, maar daarnaast bleek iproniazide een anti-depressieve werking te hebben. Deze bleek samen te hangen met een MAO-remmend effect. In 1957 kwamen de eerste MAO-remmers op de markt. Een groot nadeel van MAO-remming bleek dat een voedingsbestanddeel als tyramine, dat zich onder andere in kaas bevindt, bij gebruik van een MAO-remmer levensgevaarlijke bloeddrukverhoging kon veroorzaken. Vanwege de vele bijwerkingen werden vanaf 1964 de MAO-remmers weer van de markt gehaald. In de jaren 1980 werden patiënten die alleen met deze middelen te helpen waren, er klinisch weer op ingesteld, waarbij een dieet werd voorgeschreven. Een van degenen die alleen hiermee te helpen bleek, was de emeritus hoogleraar psychiatrie P.C. Kuiper, die in betere tijden zelf ernstig tegen deze middelen gewaarschuwd had.

## Werking
MAO-remmers blokkeren de werking van MAO, dus het afbreken van monoaminen, waaronder de neurotransmitters serotonine, noradrenaline en dopamine. Serotonine en noradrenaline blijken een rol te spelen bij het ontstaan van klinische depressies en serotonine ook bij het ontstaan van angststoornissen. Dopaminetekort speelt vooral een rol bij de ziekte van Parkinson. MAO A breekt onder andere noradrenaline, serotonine en bijvoorbeeld tyramine af. MAO B breekt onder andere dopamine en in mindere mate tyramine af.
MAO-remmers binden zich niet direct aan het MAO-enzym. Aan het MAO-enzym zit nog een co-enzym gebonden, namelijk het flavine-adenosine-dinucleotide (of FAD). De MAO-remmers binden zich aan dit co-enzym, waardoor de werking van het MAO-enzym geremd wordt. Daardoor worden de monoaminen minder of trager afgebroken, en blijven ze derhalve langer of beter werkzaam. Klassieke irreversibele MAO-remmers maken het enzym definitief onwerkzaam. De activiteit komt pas op gang als er na een week of drie nieuw enzym is aangemaakt. De werking van de nieuwe MAO-remmers is omkeerbaar (reversibel); ze gaan na enige tijd vanzelf van het co-enzym af. Toch geldt nog steeds een waarschuwing voor de tyramine in oude kaas.

## Klassieke MAO-remmers
Klassieke MAO-remmers, tranylcypromine en fenelzine, zijn in Nederland alleen met een bewustzijnsverklaring te verkrijgen. Het nuttigen van tyraminerijke levensmiddelen zoals kaas (vooral oude kaas en schimmelkaas), zuurkool en bier tijdens het gebruik van klassieke MAO-remmers is erg gevaarlijk (ook bekend als het 'kaas-effect'). Om deze reden worden klassieke MAO-remmers nauwelijks nog gebruikt, alleen nog als laatste redmiddel. Deze middelen zijn niet geregistreerd. De apotheker levert ze alleen af als er een verklaring is, waarop arts en patiënt te kennen geven dat het een ongeregistreerd middel betreft, de zogenaamde artsenverklaring.

## Moderne MAO-remmers
Een voordeel van de moderne middelen is, dat ze veel selectiever zijn dan de klassieke MAO-remmers. Er zijn twee verschillende types MAO-enzymen: MAO-A en MAO-B. Uit onderzoek is gebleken dat vooral de remming van MAO type A zorgt voor de anti-depressieve werking. MAO-B remmers worden bij de ziekte van Parkinson gebruikt. Combinatie van MAO-remmers, ook de selectieve, met andere psychofarmaca worden zoveel mogelijk vermeden.
| Naam            | Registratie                                                               | A,B, beide | Reversibel   | Indicatie                       | merknaam | dieet nodig?                                           |
| --------------- | ------------------------------------------------------------------------- | ---------- | ------------ | ------------------------------- | --- | ------------------------------------------------------ |
| Tranylcypromine | Artsenverklaring vereist (per 1/9/16 is geen artsenverklaring meer nodig) | Beide      | Irreversibel | Niet reagerende depressie       | Tracydal of Parnate (omdat er nu een geregistreerde vorm van tranylcypromine op de Nederlandse markt is, mag Parnate per 1/9/16 niet meer verstrekt worden) | Ja                                                     |
| Fenelzine       | Artsenverklaring vereist                                                  | Beide      | Irreversibel | Niet reagerende depressie       | Nardil | Ja                                                     |
| Moclobemide     | Geregistreerd                                                             | MAO-A      | Reversibel   | Depressie, met vitale kenmerken | Aurorix | Eten van meer dan 100 gram oude kaas per dag vermijden |
| Selegiline      | Geregistreerd                                                             | MAO-B      | Irreversibel | Ziekte van Parkinson            | Eldepryl | Nee, terughoudend met oude kaas                        |
| Rasagiline      | Geregistreerd                                                             | MAO-B      | Irreversibel | Ziekte van Parkinson            | Azilect | Nee, terughoudend met oude kaas                        |

## Interacties met andere geneesmiddelen
Het combineren van een MAO-remmer met een antidepressivum dat tot de klasse van de SSRIs behoort moet vermeden worden omwille van het risico op het ernstige serotoninesyndroom.